# Daviesia longifolia
Daviesia longifolia är en ärtväxtart som beskrevs av George Bentham. Daviesia longifolia ingår i släktet Daviesia, och familjen ärtväxter. Inga underarter finns listade i Catalogue of Life.